# Nasser al-Khelaïfi
 (février 2024).
L'article doit être relu — et modifié si nécessaire — par des contributeurs indépendants pour apporter un regard critique aux contributions effectuées en violation des conditions d'utilisation de Wikipédia, tant sur la forme (notamment concernant le style encyclopédique, la proportionnalité) que sur le fond (la neutralité de point de vue, la qualité et l'indépendance des sources).
Nasser al-Khelaïfi (en arabe : ناصر الخليفي), né le 12 novembre 1973 à Doha (Qatar), est un homme d'affaires, homme politique et dirigeant sportif qatari.
Il est président du conseil d'administration du groupe qatarien BeIn Media Group, président de Qatar Sports Investment (QSI) et président-directeur général du club omnisports Paris Saint-Germain. Il est aussi membre du comité d’organisation de la Coupe du monde de football 2022 et membre du comité exécutif de l'UEFA en tant que représentant de l'Association européenne des clubs, structure dont il est le président depuis le 21 avril 2021.
Ancien joueur de tennis, proche de la famille princière Al Thani, notamment de l'actuel émir du Qatar Tamim ben Hamad, il est aussi ministre sans portefeuille au sein du gouvernement qatarien.
En 2015, Al-Khelaïfi est classé par ESPN à la septième place du classement des personnalités les plus influentes du football mondial. Selon un classement de France Football de mai 2020, il est la personnalité la plus influente du football.
Il est également président de Premier Padel, le principal circuit professionnel de padel au monde.
Il fait l'objet de multiples accusations de corruption et de poursuites judiciaires.

## Biographie

### Jeunesse
Nasser al-Khelaïfi naît au Qatar. Son père est un pêcheur de perles.
Après avoir obtenu un MBA (maîtrise en administration des affaires) en économie à l'université de Doha, il rejoint Al Jazeera en 2003 puis devient l'année suivante directeur du Qatar Sport Investments (QSI), filiale sportive du Qatar Investment Authority (QIA) et s'occupe de la gestion des contrats marketing et des droits télévisuels du pays.

### Joueur de tennis

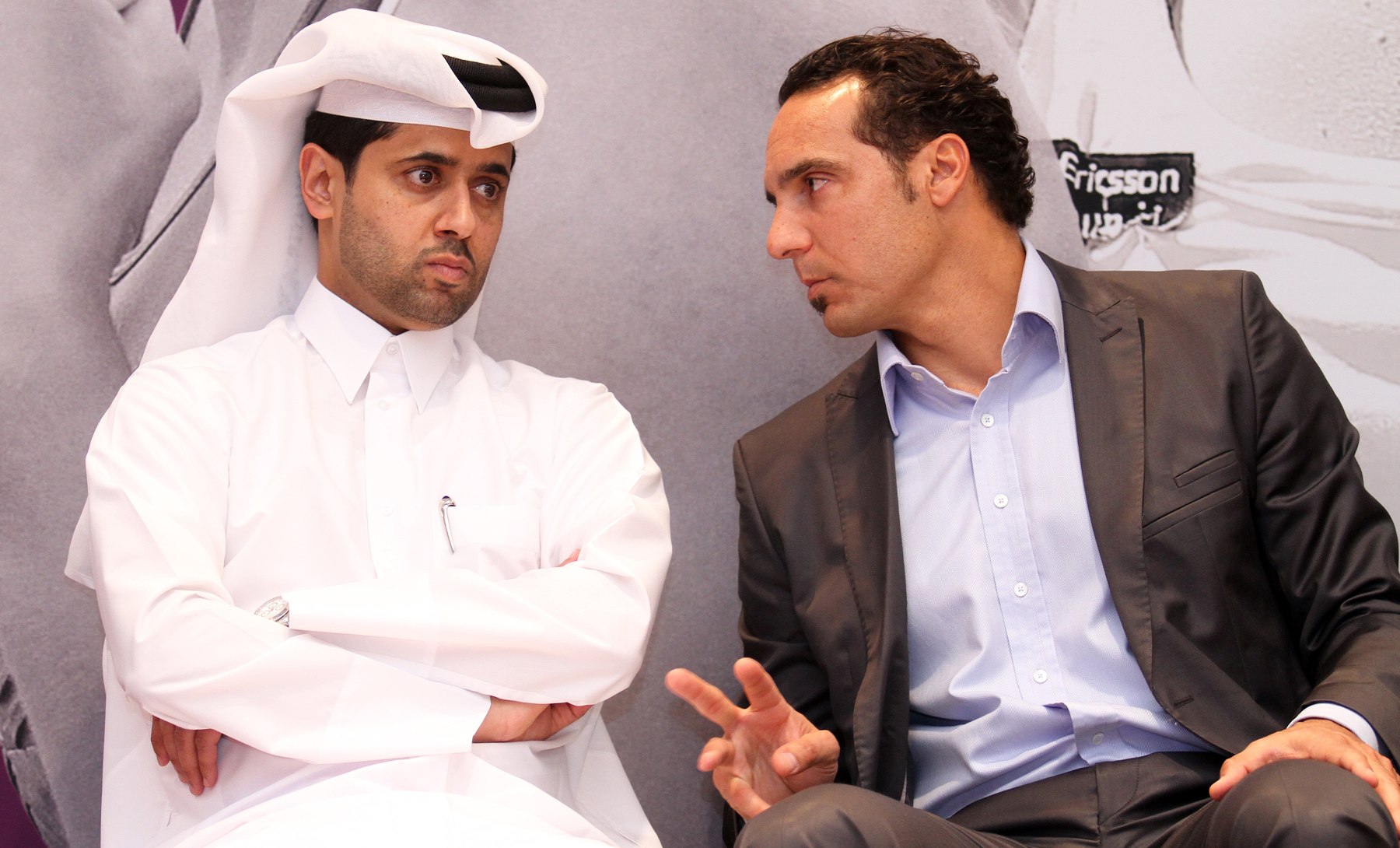
Nasser al-Khelaïfi et Karim Alami en 2012 lors de l'Open de Doha.

Passionné de sport, Nasser al-Khelaïfi pratique le tennis entre 1992 et 2003, sport dans lequel il côtoie Tamim ben Hamad Al Thani, alors prince héritier du Qatar, dirigeant du Qatar Investment Authority (QIA) et futur émir, dont il devient très proche. Entre 1998 et 2000, il effectue des stages à Nice avec son équipe nationale et participe à des rencontres du championnat de France interclub. Son classement français est 2/6.
Il a représenté le Qatar en Coupe Davis pendant 11 ans entre 1992 et 2002 avec un bilan de 24 victoires pour 47 défaites. Il a notamment disputé cinq rencontres du Groupe II de la zone asiatique entre 1995 et 1999. En 1993, il devient le premier joueur de tennis qatarien à participer à un tournoi ATP à Doha. Associé au Russe Andreï Cherkasov en double, il perd au premier tour. Soutenu financièrement par l'émirat, il participe à de nombreux tournois secondaires en Europe et au Moyen-Orient. En 1996, il dispute un match grâce à une invitation à Sankt Pölten face au numéro 2 de l'époque, l'Autrichien Thomas Muster, contre lequel il s'incline en 36 minutes (6-0, 6-1). Après avoir participé à sept reprises aux qualifications du tournoi de Doha, il reçoit en 2002, une wild card pour le tableau principal où il échoue contre l'Ouzbek Oleg Ogorodov (6-1, 6-2). Cette défaite lui permet de se classer à la 995e place à l'ATP au mois de novembre.
Al-Khelaïfi est également président de la Qatar Tennis Squash and Badminton Federation et vice-président de l'Asian Tennis Federation.

### Dirigeant chez BeIn Sports
En 2006, Nasser al-Khelaïfi devient directeur général de Al Jazeera Sport avec qui il crée 14 chaînes et obtient les droits de diffusion d'une cinquantaine de compétitions sportives pour l'Afrique, le Moyen-Orient. Les chaînes Al Jazeera Sport ont été renommées en chaînes beIN Sports Arabia le 1er janvier 2014.
Le 1er juin 2012 est lancée une filiale en France dirigé par Youssaf al Bari, BeIn Sports France, pour y diffuser la Ligue 1, dont il a obtenu les droits lors du dernier appel d'offres de la Ligue de football professionnel, et y met à sa tête Charles Biétry, ancien président du Paris Saint-Germain. Il obtient dans la foulée les droits de diffusion de la Ligue des champions de l'UEFA entre 2012 et 2015 pour la France. La filiale française diffusera en effet 133 matchs de la compétition européenne et obtient ainsi ces lots auparavant détenus par Canal+ pour la somme de 61 millions d'euros. BeIn Sports fait également l'acquisition des droits de la Ligue 2, la Ligue Europa, la Liga, la Serie A, d'un match de Bundesliga, des coupes anglaises ; de la Copa Libertadores, de matchs internationaux et de l'Euro 2012.

### Présidence du Paris Saint-Germain

#### Football

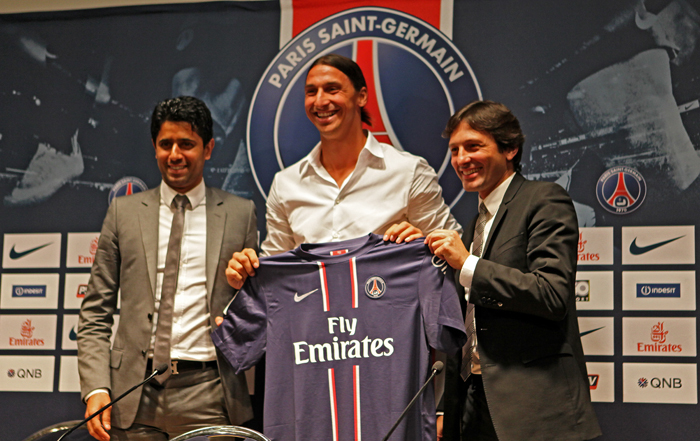
Nasser al-Khelaïfi (à gauche) avec Zlatan Ibrahimović (au milieu) et Leonardo (à droite).

En 2011, Nasser al-Khelaïfi devient président du conseil de surveillance puis, le 4 novembre 2011, président-directeur général du Paris Saint-Germain Football Club, ,. Il apprend alors le français. Il fixe des objectifs ambitieux dès les premiers jours de son mandat. Il dispose pour cela des moyens financiers considérables mis à sa disposition par QSI (Qatar Sport Investments) le nouvel actionnaire majoritaire du club de la capitale : cent millions d'euros pour recruter des joueurs à l'été 2011. Il souhaite remporter le championnat de France, mais aussi toutes les coupes auxquelles son équipe participe. Leonardo, venu du club italien AC Milan, devient directeur sportif de l'équipe, chargé notamment d'évaluer le travail de l'entraîneur Antoine Kombouaré, qui sera remplacé à la mi-saison 2011-2012 par l'Italien Carlo Ancelotti, un des plus grands entraîneurs d'Europe, ayant déjà entraîné le Milan AC et Chelsea. Jean-Claude Blanc sera nommé quelque temps plus tard directeur général délégué du club. De nombreux joueurs internationaux arrivent alors au Paris Saint-Germain, tels Salvatore Sirigu, Jérémy Ménez, Ezequiel Lavezzi, Lucas, Thiago Silva et Zlatan Ibrahimović. Il évoque avec Alexandre Kejejian également une construction à long terme, veut miser sur de jeunes joueurs talentueux et déclare à plusieurs reprises « être à la recherche du nouveau Messi »,,. Il pense d'abord l'avoir trouvé en la personne de Javier Pastore, puis émet des doutes et souhaite que son club continue ses détections.
Cette vision du club est couronnée de succès pendant les premiers mois. Sur le plan sportif, le club de la capitale est champion d'automne (en tête du championnat lors de la trêve hivernale),. Des échos favorables proviennent de la presse, le nombre moyen de spectateurs par match augmente,, et le club met en œuvre une stratégie « d'internationalisation » : le Paris Saint-Germain fait notamment parler de lui lorsqu'il entre en concurrence avec plusieurs autres clubs afin de recruter David Beckham ou Carlos Tévez. Nasser al-Khelaïfi souhaite aussi que le Paris Saint-Germain soit bénéficiaire « d'ici trois à cinq ans », objectif audacieux pour un club déficitaire depuis la saison 1997-1998.
À titre personnel, Nasser al-Khelaïfi obtient le trophée d'« innovateur de l’année en matière de sport » décerné par le magazine SportBusiness International en décembre 2011. Pour la saison 2016-2017, Nasser al-Khelaïfi annonce un budget record de 500 millions d'euros pour le Paris Saint-Germain. C'est le budget le plus élevé jamais présenté par un club de Ligue 1 avant cette date.
En septembre 2014, il est élu au conseil d'administration de la Ligue de football professionnel et y siège pour la première fois en février 2015. En octobre 2016, il devient membre du bureau exécutif de l'ECA, la plus puissante des associations de clubs européens, en remplacement de son homologue milanais Umberto Gandini.
En août 2015, après la victoire du Paris Saint-Germain au Trophée des champions, il devient le président le plus titré de l'histoire du club avec treize trophées à son actif depuis 2011. Auparavant, il a été désigné comme la 7e personne la plus influente dans le monde du football par le média ESPN.

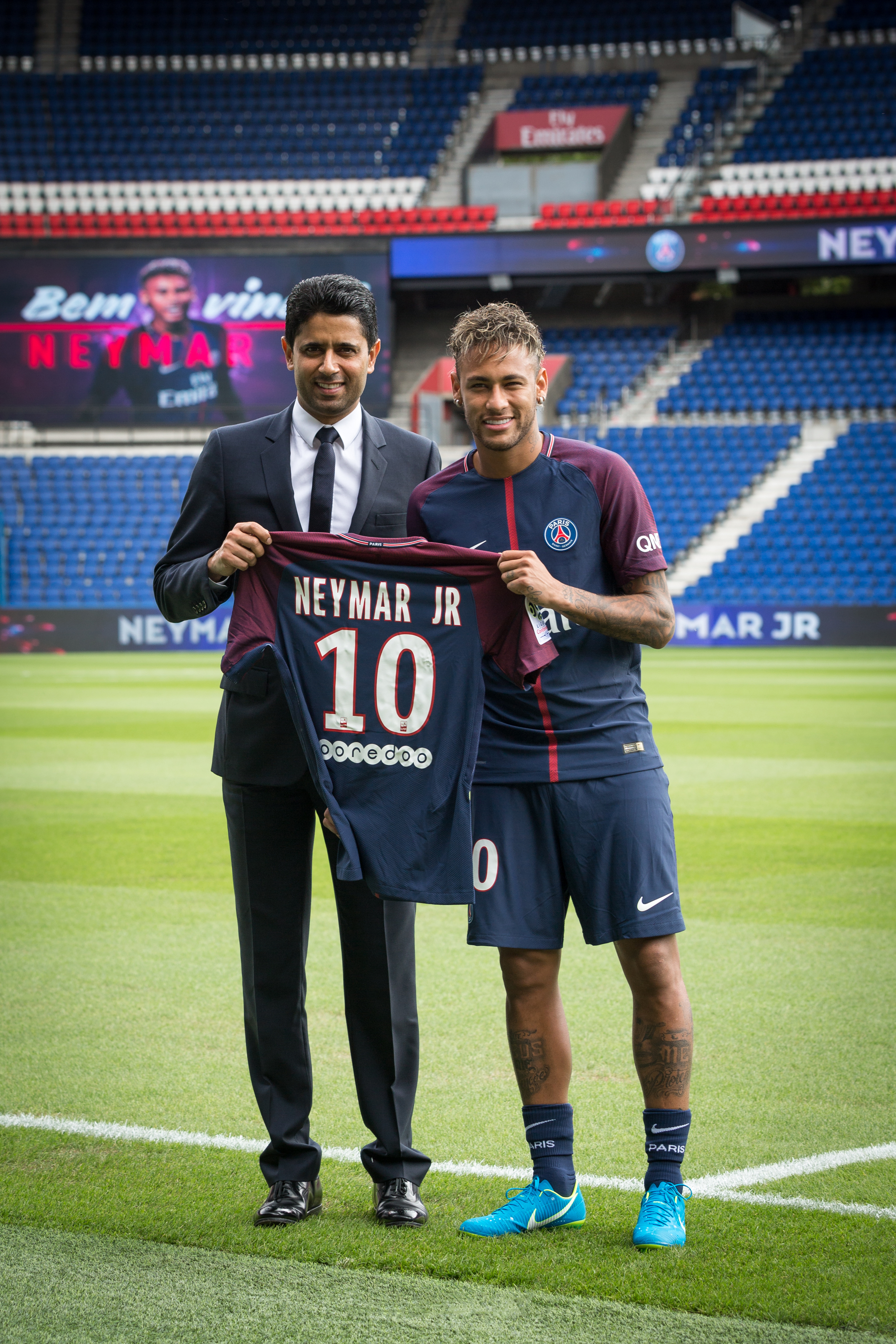
Nasser al-Khelaïfi (à gauche) avec Neymar (à droite) en août 2017 au Parc des Princes.

Le 3 août 2017, Nasser al-Khelaïfi amène le Paris Saint-Germain dans une nouvelle dimension en réalisant un transfert important avec l'arrivée de Neymar, l'un des meilleurs joueurs au monde. Le Brésilien arrive en provenance du FC Barcelone pour la somme de 222 millions d'euros, soit le prix de sa clause libératoire. Ce transfert représente la transaction la plus importante de l'histoire du football mondial. Ce même mois d'août, en toute fin de mercato, le 31, Nasser al-Khelaïfi réalise un autre gros coup sur le marché des transferts en recrutant la révélation française 2016/2017, Kylian Mbappé à l'AS Monaco, contre un montant avoisinant les 180 millions d'euros. Ce transfert devient ainsi le deuxième plus important après celui de Neymar. En septembre 2017, il désigne Jean-Martial Ribes en tant que directeur de la communication du club.
Le 18 mai 2020, Nasser al-Khelaïfi est nommé personnalité la plus influente du football mondial par France Football devant le footballeur Cristiano Ronaldo et le président de la Fédération internationale de football association (FIFA), Gianni Infantino.
Le 25 mars 2025, alors en poste depuis le 4 novembre 2011, il devient le président du Paris Saint-Germain à la plus longue longévité,. Avec treize ans, quatre mois et 23 jours passés à la tête du club de la capitale, il dépasse Francis Borelli et ses treize ans, quatre mois et 22 jours passés entre 1978 et 1991,.

#### Football féminin
Dans ce rachat, la section féminine du club n'est pas oubliée et les nouveaux propriétaires du club investissent pour construire une équipe capable de concurrencer l'Olympique lyonnais, le FCF Juvisy et le Montpellier HSC, en faisant venir plusieurs joueuses de niveau international ainsi qu'un nouvel entraîneur en la personne de Farid Benstiti. La section féminine déménage également ses activités en disputant désormais ses rencontres à domicile au stade Charléty. Les Parisiennes délaissent ainsi le stade Georges-Lefèvre qui jouxte les terrains d'entraînement de leurs homologues masculins. À l'aube de la saison 2012-2013, le club fait signer aux 21 joueuses de l'effectif un contrat fédéral, cas rare dans le football féminin.

#### Handball
En juin 2012, Nasser al-Khelaïfi devient président du club de D1 Paris Handball racheté par Qatar Sport Investments (QSI) et qui devient la section handball du Paris Saint-Germain.
Par son intermédiaire, le club se met sur la piste de joueurs champions du monde comme Luc Abalo, Didier Dinart, Samuel Honrubia ou encore l'international espagnol Antonio Garcìa Robledo ainsi que le Danois Mikkel Hansen. Bruno Martini sera maintenu au poste de manageur général du club, où son président et lui ont trouvé accord pour faire venir Philippe Gardent au poste d’entraîneur principal. Nasser al-Khelaïfi arrivera à la tête du club avec un budget de 8 millions d'euros, soit l'équivalent du Montpellier Agglomération Handball.

#### eSports
Le 20 octobre 2016, Nasser al-Khelaïfi lance la section Paris Saint-Germain eSports en association avec le groupe Webedia. Il officialise le recrutement de deux joueurs du jeu FIFA : le Danois August « Agge » Rosenmeier ainsi que le Français Lucas « DaXe » Cuillerier. Cette section sera dirigée par l'ancien joueur professionnel de League of Legends Bora « Yellowstar » Kim, chargé d'amener l'équipe en première division et de créer une équipe spécialisée dans League of Legends,,.

## Affaires judiciaires
Le texte peut changer fréquemment, n’est peut-être pas à jour et peut manquer de recul. 
Le titre et la description de l'acte concerné reposent sur la qualification juridique retenue lors de la rédaction de l'article et peuvent évoluer en même temps que celle-ci.

### Accusation de corruption privée pour droits TV des Coupes du monde 2026 et 2030 de football (octobre 2017)
En octobre 2017, la justice suisse ouvre une enquête le concernant pour soupçon de corruption privée dans l'attribution des droits télévisuels des Coupes du monde 2026 et 2030 pour la zone Afrique du Nord et Moyen-Orient. En mars 2019, il est placé sous le statut de témoin assisté par la justice française.

### Accusation de corruption pour les candidatures de Doha en 2017 et 2019 pour organiser les Championnats du monde d'athlétisme (mars 2019)
En mars 2019, Mediapart révèle qu'il aurait été impliqué dans une affaire de corruption concernant les candidatures de Doha en 2017 et 2019 pour organiser les Championnats du monde d'athlétisme. Le 23 mai, il est mis en examen pour corruption active dans le cadre de cette enquête,. « Ces faits ne le concernent pas », plaide son avocat qui estime que Nasser al-Khelaïfi est innocent.

### Accusation de corruption de Jérôme Valcke (février 2020)
Le 20 février 2020, Nasser al-Khelaïfi est inculpé par la justice suisse pour instigation à gestion déloyale aggravée, dans une affaire de corruption impliquant Jérôme Valcke, ex-secrétaire général de la FIFA,. Il est soupçonné d'avoir incité celui-ci à ne pas déclarer des avantages indus, une villa en Sardaigne qu'al-Khelaïfi aurait acquise et mise à sa disposition afin d'obtenir pour BeIn Sports les droits télévisés des coupes du monde de football 2026 et 2030 pour le Moyen-Orient et l’Afrique du Nord, les intéressés soutenant au contraire qu'il s'agit d'un arrangement privé. Le 30 octobre 2020, il est acquitté.

### Accusation d'usine à trolls sur les réseaux sociaux pour défendre ses intérêts (octobre 2022)
Il a fait appel à l'entreprise de désinformation Avisa Partners afin d'améliorer son e-réputation. Il espérait ainsi mettre en place une usine à trolls sur les réseaux sociaux pour défendre ses intérêts, ce qu'Avisa Partners Demeter/Avisa aurait refusé pour des raisons financières et techniques,.

### Accusation d'enlèvement, séquestration et torture (février 2023)
En février 2023, trois juges d'instruction du tribunal de Paris sont désignés pour enquêter sur les accusations d'enlèvement, séquestration et torture d'un lobbyiste franco-algérien, qui visent le patron du PSG. Al-Khelaïfi nie toute implication. En octobre 2022, l’ancien avocat du lobbyiste français-algérien, Olivier Pardo, a indiqué que le lobbyiste a volé des enregistrements liés à la vie privée d'Al-Khelaïfi, qu'il a cherché à utiliser pour le faire chanter pour « plusieurs dizaines de millions d'euros ».

### Accusation d’achat de vote et de complicité d’abus de pouvoirs (février 2025)
Nasser Al-Khelaïfi est mis en examen le 5 février 2025 pour « complicité d’achat de vote et d’atteinte à la liberté du vote » et « complicité d’abus de pouvoirs » dans le cadre de l'affaire Lagardère.

## Palmarès en tant que dirigeant

### Football masculin
- Ligue des champions de l'UEFA en 2025 (1)
  - Finaliste de la Ligue des champions de l'UEFA en 2020
- Champion de France en 2013, 2014, 2015, 2016, 2018, 2019, 2020, 2022, 2023, 2024 et 2025 (11)
  - Dauphin en 2012, 2017 et 2021
- Coupe de France en 2015, 2016, 2017, 2018, 2020, 2021, 2024 et 2025 (8)
  - Finaliste en 2019
- Coupe de la Ligue en 2014, 2015, 2016, 2017, 2018 et 2020 (6)
- Trophée des champions en 2013, 2014, 2015, 2016, 2017, 2018, 2019, 2020, 2022, 2023 et 2024 (11)
  - Finaliste en 2021

### Football féminin
- Finaliste de la Ligue des champions en 2015 et 2017
- Championnes de France en 2021 (1)
  - Dauphin en 2013, 2014, 2015, 2016, 2018, 2019, 2020, 2022, 2023 et 2024
- Coupe de France en 2018, 2022 et 2024 (3)
  - Finaliste en 2014, 2017, 2020 et 2023
- Finaliste du Trophée des championnes en 2019, 2022 et 2023

### Handball
- Finaliste de la Ligue des champions en 2017
- Championnat de France en 2013, 2015, 2016, 2017, 2018, 2019, 2020, 2021, 2022, 2023 et 2024 (11)
  - Dauphin en 2014
- Coupe de France en 2014, 2015, 2018, 2021 et 2022 (5)
  - Finaliste en 2013, 2016 et 2024
- Coupe de la Ligue en 2017, 2018 et 2019 (3)
  - Finaliste en 2016
- Trophée des champions en 2014, 2015, 2016, 2019 et 2023 (5)
  - Finaliste en 2017, 2022 et 2024